# Hilding Carlssons Mekaniska Verkstad

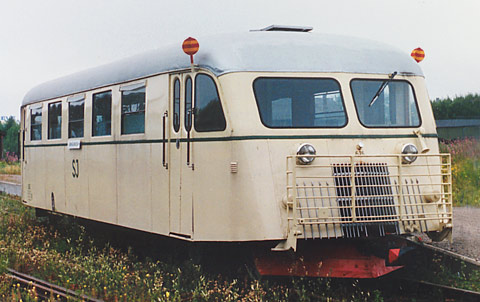
Klassischer Hilding Carlsson-Schienenbus der Y-Baureihe im Eisenbahnmuseum Gävle.

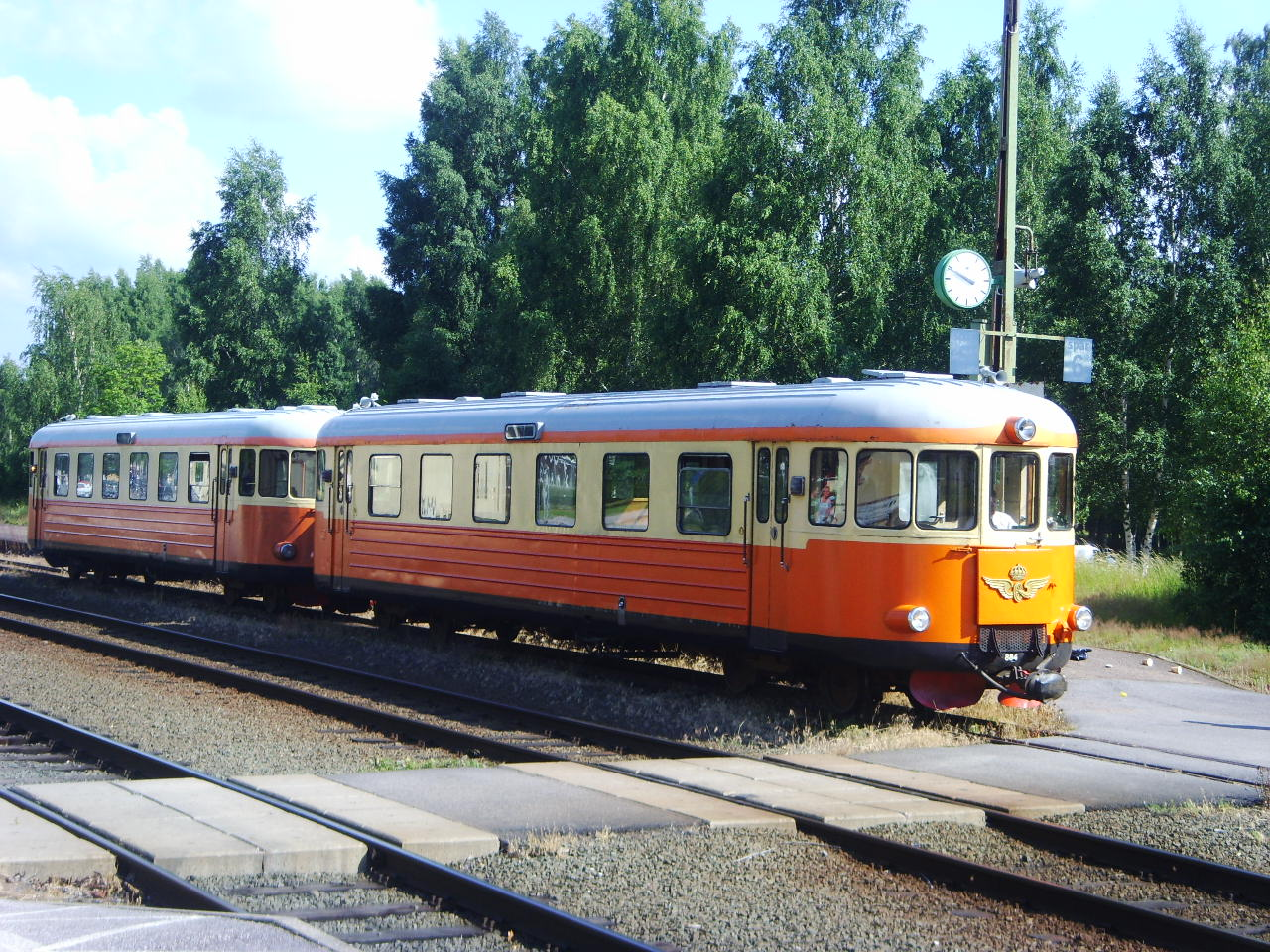
Schmalspurschienenbus der Reihe Yp in Hultsfred

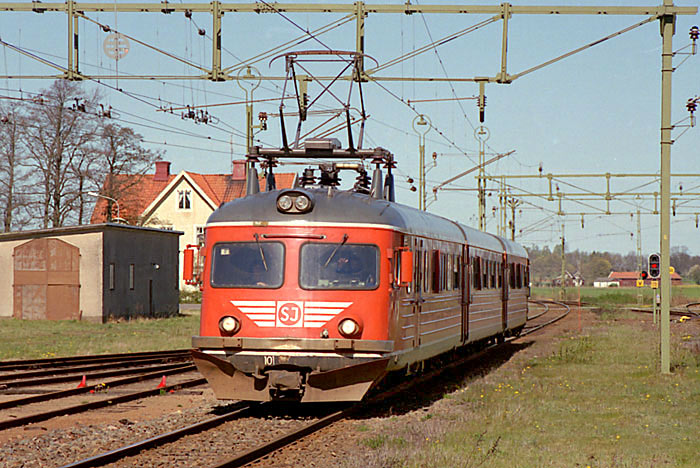
Paprikatåg in Håkantorp

Hilding Carlssons Mekaniska Verkstad war ein Schienenfahrzeughersteller in Schweden. Die Firma baute im Wesentlichen Triebwagen und Schienenbusse. 

## Geschichte
Die 1913 von Hilding Carlsson gegründete Fahrzeugfabrik hatte ihren Sitz in der Pilgatan 16 in Umeå. Die ersten Fahrzeuge waren Draisinen. Ab 1932 wurde die Produktion auf Schienenbusse verlegt, mit denen die Firma rasch bekannt wurde. In den 1930er- und 1940er-Jahren wurden die in Schweden als Umeå-bussen bezeichneten Fahrzeuge in vielen Exemplaren hergestellt. Dabei handelte es sich um einen Triebwagen, der aus einer blechverkleideten Holzkonstruktion bestand.
In den 1950er-Jahren erfolgte der Übergang zu einer moderneren Form, bei der die Ecken rund ausgeführt wurden. Dieses Modell wurde komplett aus Metall gefertigt. Der Hauptkunde der Firma, Statens Järnvägar (SJ), wollte dieses Modell jedoch nicht übernehmen und entwickelte selbst die Y6-Generation. Hier wiederum fertigte Hilding Carlsson das daraus abgeleiteten schmalspurige Modell YCo5p. Diese waren ursprünglich farblich wie die Holzschienenbusse in blassgold mit grünem Rand gehalten, später erhielten sie den bekannten gold-orangen Anstrich.
Von 1959 bis 1963 wurde der letzte Triebwagentyp gebaut. Der Yoa2 war als Paprikatåg (deutsch Paprikazug) wegen seiner ursprünglichen Farbe bekannt. Nach Hilding Carlssons Tod 1961 endete der Schienenfahrzeugbau. Das Unternehmen wurde von einem konkurrierenden LKW-Anhänger-Hersteller erworben und das Werk in Umeå geschlossen. Viele Fahrzeuge von Hilding Carlsson sind noch bei verschiedenen Museumsbahnen in Schweden im Einsatz.

## Liste der gebauten Y-Fahrzeuge einschließlich Beiwagen
Insgesamt baute Hilding Carlsson folgende Triebwagen und Beiwagen:
| Baureihe | Bauart                                           | Spurweite in mm | Achsen | Anzahl | Besonderes                                                                      |
| -------- | ------------------------------------------------ | --------------- | ------ | ------ | ------------------------------------------------------------------------------- |
| Y        | Schienenbus                                      | 1435            | 2      | 68     |                                                                                 |
| YTi      | Güter-Schienenbus                                | 1435            | 2      | 3      | für Zeitungstransport, umgebaut aus Y                                           |
| Yo       | Schienenbus                                      | 1435            | 4      | 35     | erste Bauserie                                                                  |
| Yo1      | Schienenbus                                      | 1435            | 4      | 90     | zweite Bauserie mit stärkerem Motor und längerem Wagenkasten                    |
| Yo1s     | Schienenbus                                      | 1435            | 4      | 52     | dritte Bauserie, höherer und breiterer Wagenkasten                              |
| UBo1     | Triebwagenanhänger für Reisende                  | 1435            | 4      | 1      |                                                                                 |
| UBo1s    | Triebwagenanhänger für Reisende                  | 1435            | 4      | 4      | vergrößerter Wagenkasten                                                        |
| UBFo1    | Triebwagenanhänger für Reisende und Gepäck       | 1435            | 4      | 11     |                                                                                 |
| UBFo2    | Triebwagenanhänger für Reisende und Gepäck       | 1435            | 4      | 7      |                                                                                 |
| UBFo2s   | Triebwagenanhänger für Reisende und Gepäck       | 1435            | 4      | 30     | vergrößerter Wagenkasten                                                        |
| UBFo3    | Triebwagenanhänger für Reisende und Gepäck       | 1435            | 4      | 5      |                                                                                 |
| UBFo4s   | Triebwagenanhänger für Reisende und Gepäck       | 1435            | 4      | 5      | vergrößerter Wagenkasten                                                        |
| UBFo5    | Triebwagenanhänger für Reisende und Gepäck       | 1435            | 4      | 1      | umgebaut aus UDFo1                                                              |
| UDFo1    | Triebwagenanhänger für Post und Gepäck           | 1435            | 4      | 4      |                                                                                 |
| UDFo2    | Triebwagenanhänger für Post und Gepäck           | 1435            | 4      | 2      |                                                                                 |
| UDFo3s   | Triebwagenanhänger für Post und Gepäck           | 1435            | 4      | 3      | vergrößerter Wagenkasten                                                        |
| UDFo4    | Triebwagenanhänger für Post und Gepäck           | 1435            | 4      | 1      | umgebaut aus UDFo2, vergrößerter Postraum                                       |
| UDFo5s   | Triebwagenanhänger für Post und Gepäck           | 1435            | 4      | 2      | umgebaut aus UDFo3s, vergrößerter Postraum                                      |
| UFo1     | Triebwagenanhänger für Gepäck                    | 1435            | 4      | 1      | umgebaut aus Yo1                                                                |
| UF1      | Triebwagenanhänger für Gepäck                    | 1435            | 2      | 3      |                                                                                 |
| UF2      | Triebwagenanhänger für Gepäck                    | 1435            | 2      | 60     | [ 6 ]                                                                           |
| UF3      | Triebwagenanhänger für Gepäck                    | 1435            | 2      | 3      | umgebaut aus UF2                                                                |
| UF6      | Triebwagenanhänger für Gepäck                    | 1435            | 2      | 20     | umgebaut aus UF2 zur Verwendung in Y6-Zügen                                     |
| UF8      | Triebwagenanhänger für Gepäck                    | 1435            | 2      | 2      | umgebaut aus UF2 und UF6 zur Verwendung in Yo2/Yo3-Zügen                        |
| Yot      | Schienenbus                                      | 1067            | 4      | 2 + 2  | erste Bauserie, dazu zwei Stück umgebaut aus Yop (891 mm)                       |
| Yo1t     | Schienenbus                                      | 1067            | 4      | 10 + 2 | zweite Bauserie mit stärkerem Motor, dazu zwei Stück umgebaut aus Yo1p (891 mm) |
| UBFo1t   | Triebwagenanhänger für Reisende und Gepäck       | 1067            | 4      | 4      |                                                                                 |
| UBFo2t   | Triebwagenanhänger für Reisende und Gepäck       | 1067            | 4      | 1      |                                                                                 |
| UBFo3t   | Triebwagenanhänger für Reisende und Gepäck       | 1067            | 4      | 2      | umgebaut aus UBFo1t mit vergrößertem Gepäckraum                                 |
| UBFo4t   | Triebwagenanhänger für Reisende und Gepäck       | 1067            | 4      | 1      | umgebaut aus UBFo11p (891 mm)                                                   |
| UBFo6t   | Triebwagenanhänger für Reisende und Gepäck       | 1067            | 4      | 1      | umgebaut aus UBFo6p (891 mm)                                                    |
| UDFo1t   | Triebwagenanhänger für Post und Gepäck           | 1067            | 4      | 1      | [ 7 ]                                                                           |
| UDFo2t   | Triebwagenanhänger für Post und Gepäck           | 1067            | 4      | 2      | umgebaut aus UBDo1p und UDFo2p (891 mm)                                         |
| Yp       | Schienenbus                                      | 891             | 2      | 3      |                                                                                 |
| Yop      | Schienenbus                                      | 891             | 4      | 25     | erste Bauserie                                                                  |
| Yo1p     | Schienenbus                                      | 891             | 4      | 11     | zweite Bauserie mit stärkerem Motor                                             |
| UBo1p    | Triebwagenanhänger für Reisende                  | 891             | 4      | 4      | [ 9 ]                                                                           |
| UBo2p    | Triebwagenanhänger für Reisende                  | 891             | 4      | 1      |                                                                                 |
| UBDo1p   | Triebwagenanhänger für Reisende und Post         | 891             | 4      | 2      |                                                                                 |
| UBDFo1p  | Triebwagenanhänger für Reisende, Gepäck und Post | 891             | 4      | 1      |                                                                                 |
| UBFo1p   | Triebwagenanhänger für Reisende und Gepäck       | 891             | 4      | 1      |                                                                                 |
| UBFo2p   | Triebwagenanhänger für Reisende und Gepäck       | 891             | 4      | 4      |                                                                                 |
| UBFo4p   | Triebwagenanhänger für Reisende und Gepäck       | 891             | 4      | 5      |                                                                                 |
| UBFo6p   | Triebwagenanhänger für Reisende und Gepäck       | 891             | 4      | 14     |                                                                                 |
| UBFo7p   | Triebwagenanhänger für Reisende und Gepäck       | 891             | 4      | 1      |                                                                                 |
| UBFo9p   | Triebwagenanhänger für Reisende und Gepäck       | 891             | 4      | 2      |                                                                                 |
| UBFo11p  | Triebwagenanhänger für Reisende und Gepäck       | 891             | 4      | 1 + 4  | vier Stück umgebaut aus UDFo2p/UDFo3p.                                          |
| UBFo12p  | Triebwagenanhänger für Reisende und Gepäck       | 891             | 4      | 1      |                                                                                 |
| UDo1p    | Triebwagenanhänger für Post                      | 891             | 4      | 1      |                                                                                 |
| UDFo1p   | Triebwagenanhänger für Post und Gepäck           | 891             | 4      | 3      |                                                                                 |
| UDFo2p   | Triebwagenanhänger für Post und Gepäck           | 891             | 4      | 10     |                                                                                 |
| UDFo3p   | Triebwagenanhänger für Post und Gepäck           | 891             | 4      | 3      |                                                                                 |
| UFo2p    | Triebwagenanhänger für Gepäck                    | 891             | 4      | 1      | umgebaut aus UDFo3p                                                             |
| UF2p     | Triebwagenanhänger für Gepäck                    | 891             | 2      | 26     |                                                                                 |
| UF3p     | Triebwagenanhänger für Gepäck                    | 891             | 2      | 31     |                                                                                 |

Die Baureihenbezeichnung entspricht dem letzten Nummernplan von SJ. Die meisten Schmalspur-Fahrzeuge wurden von Privatbahnen übernommen.